# Georg Gante
Georg Gante (* 15. Juni 1859 in Bielefeld; † ?) war ein deutscher Berghauptmann. 

## Leben
Nach einer Ausbildungs im Steinkohlenbergbau in der Nähe von Bochum besuchte Gante die Universität Göttingen und setzte anschließend sein Studium in Berlin fort. Während seines Studiums in Göttingen wurde er 1879 Mitglied der Burschenschaft Brunsviga. Er schlug die preußische Beamtenlaufbahn ein und hatte verschiedene Anstellungen (so wird er 1897 als Bergrat auf Grube Camphausen bei Quierschied erwähnt), bevor er 1902 nach Anhalt wechselte. Hier wurde er Vorsitzender der Anhaltischen Bergwerksdirektion Leopoldshall. Gleichzeitig war er seit 1910 im Aufsichtsrat des Deutschen Kalisyndikats, wo er zuletzt stellvertretender Vorsitzender war.
Am 1. Oktober 1924 schied er als Berghauptmann aus dem öffentlichen Dienst aus und setzte sich zur Ruhe.

## Werke (Auswahl)
- Über das Vorkommen des oberen Jura bei Kirchdornberg im Teutoburger Walde. Jahrbuch der Kgl. geol. Landesanstalt 1887.